# José Maria de Bettencourt de Vasconcelos e Lemos
José Maria de Bettencourt de Vasconcelos e Lemos (Angra do Heroísmo, 3 de Abril de 1803 — 31 de Outubro de 1881) foi um militar e político português, foi vice-presidente da Comissão Distrital da Junta Geral do Distrito Autónomo de Angra do Heroísmo.

## Biografia
Foi cavaleiro da Ordem de São Bento de Avis, condecorado com a medalha número 9 das campanhas da Liberdade e com as medalhas de ouro e prata de comportamento exemplar. Enquanto tenente do exército, fez as campanhas de 1826 - 1828, emigrando após a revolução de 18 de Maio.
Fez parte do corpo de infantaria n.° 23 do Porto, que tinha inscrito no seu estandarte a legenda: Vencerei não só estes adversários, mas quantos a meu rei forem contrários.
Esteve em Plymouth no depósito dos emigrados, tomou depois parte no movimento liberal dos Açores, e em 1846 tomou parte na revolta do Porto. Reformou-se no posto de coronel.

## Relações Familiares
Foi filho de Antão de Bettencourt Vasconcelos e Lemos, neto do valoroso capitão João de Bettencourt.
Casou com D. Maria Iseu Leal Corte Real de quem teve:
1. D. Ângela Corte Real de Bettencourt, que viveu na cidade de Angra do Heroísmo.